# Glycine
Glycine Willd., 1802 è un genere di piante della famiglia delle Fabacee (o Leguminose), originario dell'Asia orientale e meridionale e dell'Oceania. Questo genere comprende, tra l'altro, Glycine max, la soia.
Con il nome volgare di glicine si indica un gruppo di specie affini, molte di pregio ornamentale, originariamente attribuite a questo genere, ma oggi raccolte in un genere distinto, Wisteria.

## Tassonomia
Il genere comprende le seguenti specie:
- Glycine albicans Tindale & Craven
- Glycine aphyonota B.E.Pfeil
- Glycine arenaria Tindale
- Glycine argyrea Tindale
- Glycine canescens F.J.Herm.
- Glycine clandestina J.C.Wendl.
- Glycine curvata Tindale
- Glycine cyrtoloba Tindale
- Glycine dolichocarpa Tateishi & H.Ohashi
- Glycine falcata Benth.
- Glycine gracei B.E.Pfeil & Craven
- Glycine hirticaulis Tindale & Craven
- Glycine koidzumii Ohwi
- Glycine lactovirens Tindale & Craven
- Glycine latifolia (Benth.) Newell & T.Hymowitz
- Glycine latrobeana (Meisn.) Benth.
- Glycine max (L.) Merr.
- Glycine microphylla (Benth.) Tindale
- Glycine montis-douglas B.E.Pfeil & Craven
- Glycine peratosa B.E.Pfeil & Tindale
- Glycine pindanica Tindale & Craven
- Glycine pullenii B.E.Pfeil, Tindale & Craven
- Glycine remota M.D.Barrett & R.L.Barrett
- Glycine rubiginosa Tindale & B.E.Pfeil
- Glycine stenophita B.E.Pfeil & Tindale
- Glycine syndetika B.E.Pfeil & Craven
- Glycine tabacina (Labill.) Benth.
- Glycine tomentella Hayata